# Plagithmysus podagricus
Plagithmysus podagricus är en skalbaggsart som beskrevs av Perkins 1927. Plagithmysus podagricus ingår i släktet Plagithmysus och familjen långhorningar. Inga underarter finns listade i Catalogue of Life.